# Ada Rybatchouk
Ada Fedorivna Rybatchouk, née le 27 juin 1931 et morte le 22 septembre 2010, est une artiste peintre, muraliste, sculptrice et architecte soviétique et ukrainienne. Elle a travaillé en étroite collaboration avec son mari Volodymyr Melnytchenko (en).

## Biographie

### Enfance et formation
Ada Rybatchouk est née en 1931 à Kiev. Fedir Rybatchouk, son père, officier dans l'armée soviétique, participe à la Seconde Guerre mondiale du premier jour jusqu'au dernier. Sa famille est évacuée au Kazakhstan, où Ada termine ses études primaires. Elle étudie ensuite au lycée d'art Taras Chevtchenko de Kiev, dont elle sort diplômée avec les plus hautes distinctions. Elle poursuit sa formation à l'institut des Beaux-arts de Kiev, dirigé alors par Oleksiy Chovkounenko.
Avec d'autres étudiants, elle participe à un stage d'été dirigé par Sergei Grosh (uk) à Vylkove, dans le delta du Danube. La présentation, lors de l'exposition de fin de stage, des croquis qu'elle a créés là-bas aboutit à sa première commande artistique : la création d'illustrations pour un livre de Dmitri Mamine-Sibiriak, Les Contes du renne, publié la même année par la Maison d'édition de la jeunesse.

### Carrière artistique
En 1957, elle réalise une sculpture, Le Mousse, qui représente un jeune garçon penché sur une échelle de corde comme s'il regardait la mer depuis un navire. Elle reçoit cette année-là la médaille d'argent au sixième Festival mondial de la jeunesse et des étudiants.

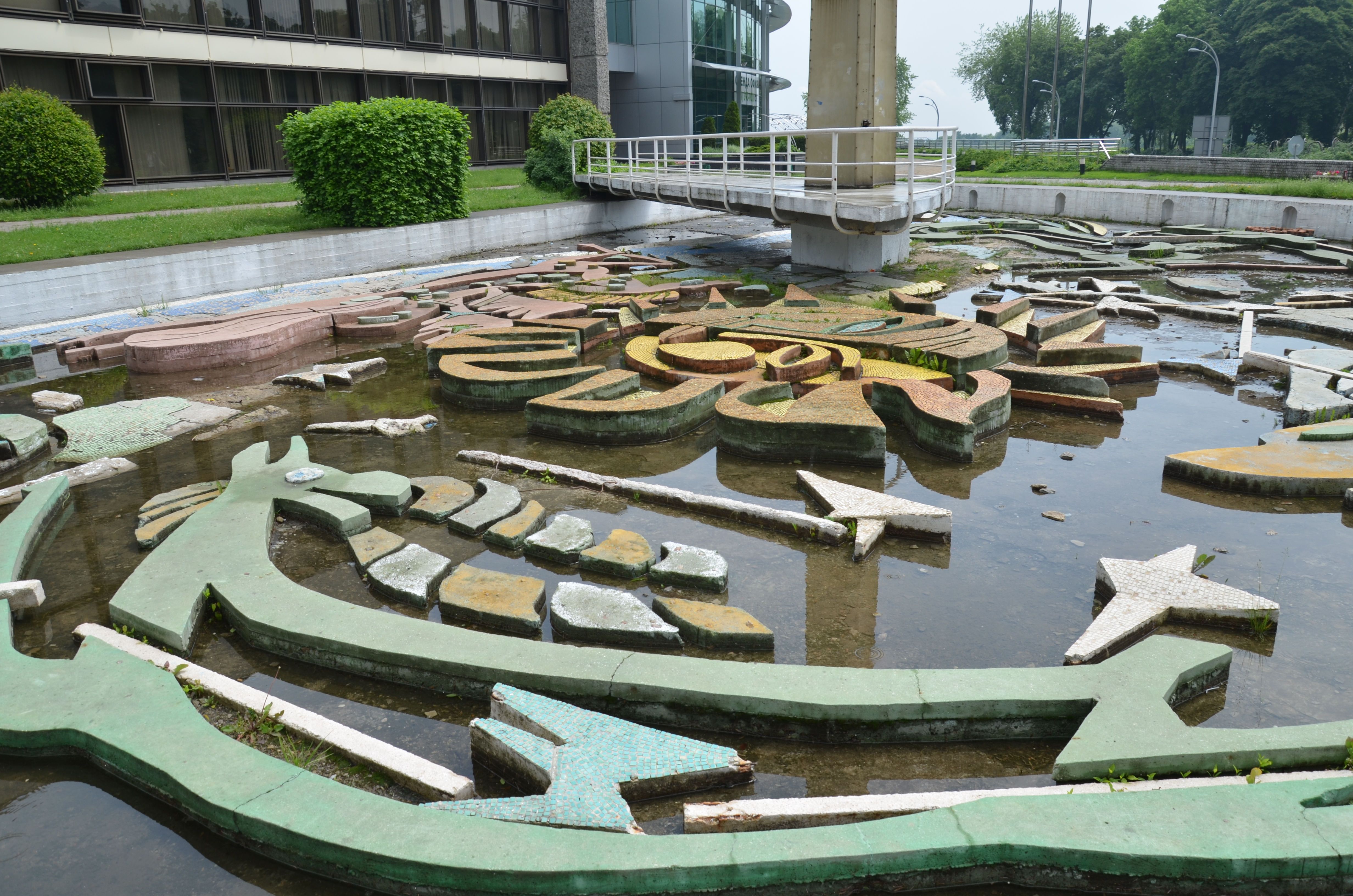
Fontaine du Palais de la jeunesse.

Ada Rybatchouk et son mari Volodymyr Melnytchenko (en) travaillent dans une grande diversité de lieux, comme le Palais des enfants et de la jeunesse ou la gare routière centrale de Kiev.
Avec l'architecte Avraam Miletsky, ils entreprennent la création à Kiev d’un parc de la Mémoire. L'ensemble, situé sur le terrain du crématorium local, sur la colline de Baykoy, couvre 2 000 m2 et comprend plusieurs sculptures monumentales. En 1982, les autorités font recouvrir de béton les œuvres du couple, acte de censure particulièrement remarqué pour ses imposantes dimensions. En 1988, Israel Goldstein (en) réalise un documentaire, intitulé Le Mur, sur leur situation et la campagne qu'ils mènent pour la restauration de leurs œuvres.

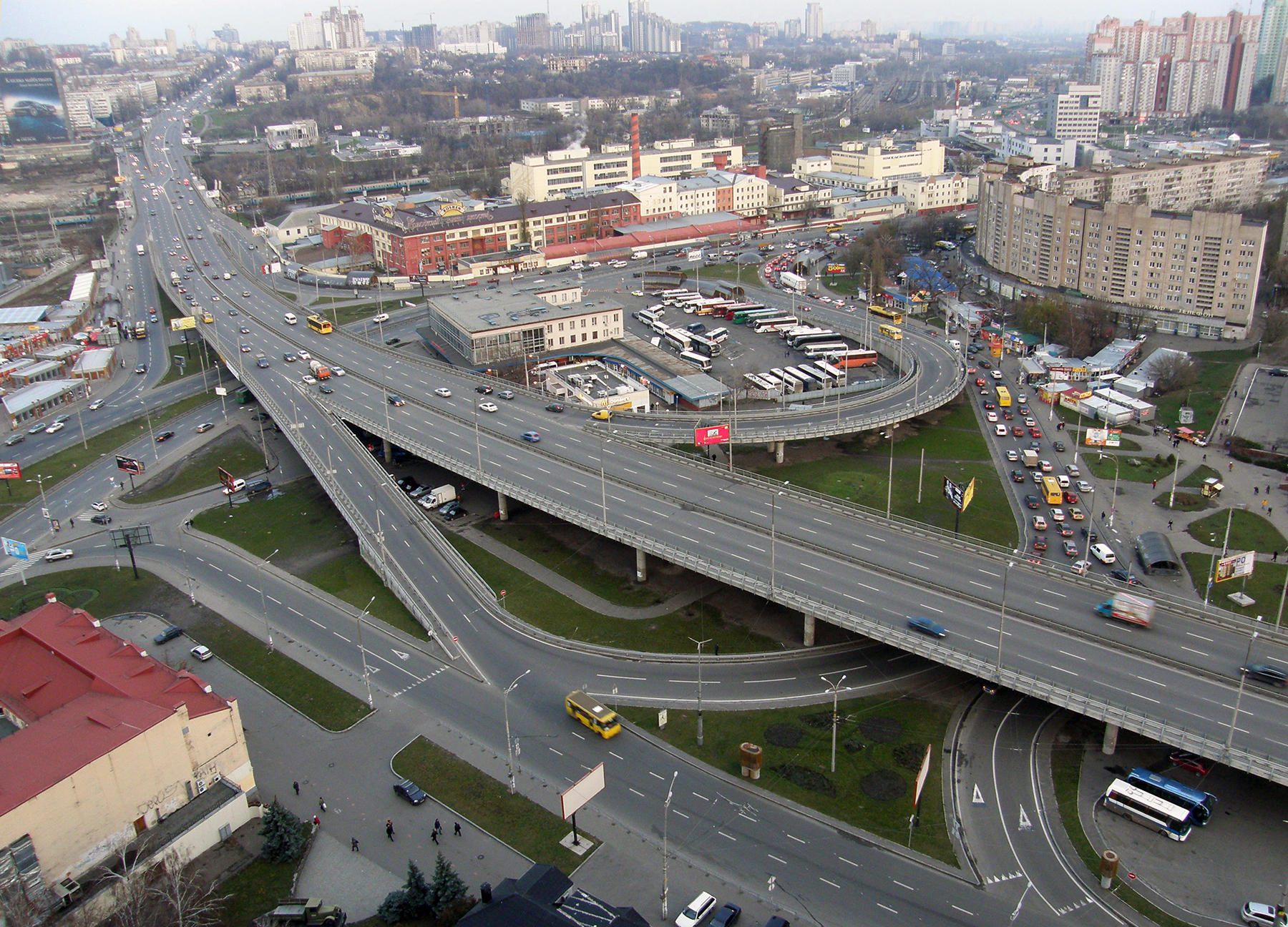
La gare routière de Kiev, place Demiivska.

Ada Rybatchouk meurt à Kiev en 2010.

## Expositions

### Pays
- Tchécoslovaquie (1957)
- République arabe unie (1958)
- Finlande, Hongrie, Yougoslavie (1961)
- Italie (1962)
- Irak (1963)
- Afghanistan (1964)
- Pologne (1967)
- Norvège (1993)
- États-Unis (1977, 1995)[4].

### Expositions posthumes
En 2013, Volodymyr Melnytchenko présente une exposition des œuvres d'Ada Rybatchouk à l'Académie nationale des arts visuels et de l'architecture de Kiev,.
En 2019, une exposition de son travail des années 1950 aux années 1970 présente des œuvres réalisées avec son mari sur le thème de l'enfance. Le titre de l’exposition, « Île », renvoie à la coupure qui sépare la jeunesse de l’âge adulte et l’artiste de ses censeurs,.

### Biographie
- (uk) Ada Rybatchouk et Volodymir Melnytchenko, Le Cri de l'oiseau,  t. II : Fragments,  Kiev, ADEF-Ukraine, 2000, p. 53.
- (uk) N. Horova, Œuvre des premiers « non-conformistes » des années 1950, Ada Rybatchouk et Volodymyr Melnytchenko, Hudozhnia kultura, Aktualni problemy : journal de recherche, Institut de recherche en art moderne de l’Académie ukrainienne des arts, no 11, Kiev, Feniks, p. 84-95.